# Xã Narrows, Quận Macon, Missouri
Xã Narrows (tiếng Anh: Narrows Township) là một xã thuộc quận Macon, tiểu bang Missouri, Hoa Kỳ. Năm 2010, dân số của xã này là 400 người.